# ۱۲ روباه
۱۲ روباه یک ستاره است که در صورت فلکی روباهک قرار دارد.